# 古川枝里子
古川 枝里子（ふるかわ えりこ、1984年12月25日 - ）は、CBCテレビのアナウンサー、気象予報士。

## 来歴
埼玉県富士見市出身。埼玉県立川越女子高等学校、早稲田大学商学部卒業。
高校時代は放送部に入り、朗読部門で大会出場。埼玉県で1位に入賞。
大学時代はTBSアナウンススクールに通い、『TBSニュースバード』でキャスターを務める。22歳まで埼玉県で暮らした。
2007年、CBCテレビに入社。初鳴きは5月19日。同期に氏田朋子（現・フリーアナウンサー）と夏目みな美がいる。また、同じく同局の元アナウンサーである青池奈津子は高校の先輩にあたる。
2013年12月に仕事で知り合った会社員の男性と結婚したことを公式ブログで発表した。
2016年12月13日に『ゴゴスマ』で妊娠したことを発表。2017年1月から第1子出産のため産休に入り、同年3月21日に第1子となる長男を出産。2017年7月20日から復帰。
2019年7月から第2子出産のため産休に入り、第2子となる次男を出産。2020年4月から復帰。
産休中の2020年2月に2度目の挑戦で気象予報士試験に合格。2020年10月より同局でアナウンサー兼気象予報士の先輩である沢朋宏に代わり『なるほどプレゼンター!花咲かタイムズ』の2代目お天気コーナー担当となり、気象キャスターとしてデビュー。2024年9月28日の放送で『なるほどプレゼンター!花咲かタイムズ』を卒業。
2024年10月2日から『チャント!』水曜日キャスターとして3年ぶりに復帰。

## 人物
- 好きな食べ物・飲み物：あん肝、白子ポン酢、牡蠣。焼き鳥は塩派、お酒はビール。
- アルバイト経験：デパ地下の菓子店販売員、自動車事故受付センターで電話対応、衣類工場でのタグ付け、ピアノ発表会の司会、商業施設でくじ引きの受付、オリンピック期間にテレビ局でキャプション書き

### 交友関係
- 就職活動で知り合ったフリーアナウンサー（元・毎日放送出身）の吉竹史と親しい[12][13][リンク切れ]。
- フリーアナウンサーの馬場典子（元・日本テレビ出身）は、大学のゼミの先輩である[14]。

## エピソード
- 気象予報士を目指すきっかけの一つに『ゴゴスマ -GO GO!Smile!-』で災害の被災地に行く機会があった[8]。仕事の中で伝えられる立場になるなら、資格や自分に蓄積したものがあるべきだろうという気持ちを話している[10]。
- CBCテレビ入社後、一貫して名古屋在住であるためとっさに名古屋弁が出ることがある[3]。

## 現在の担当番組

### テレビ番組
- ゴゴスマ -GO GO!Smile!-(全国放送)（2013年4月1日-）
  - アシスタント（火・金）
  - 天気予報（不定期）→（木）
- キユーピー3分クッキング（2021年1月9日 - ）
  - アシスタント（週替わり）
- チャント!・NewsX
  - キャスター（水）

- CBCニュース
  - キャスター（不定期）

### ラジオ番組
- CBCニュース
  - キャスター（不定期）

## 過去の担当番組

### テレビ番組
- TBSニュースバード（2006年4月 - 2007年1月)
  - キャスター、CBC入社前の大学時代に出演
- 晴れ・どきドキ晴れ（2007年10月 - 2008年3月、「エリトモのグルメの匠」ほか担当）
- そこが知りたい 特捜!板東リサーチ（第1・第3木曜アシスタント、月によっては第5木曜も担当する場合あり）
- イッポウ
  - 金曜日→水曜日サブキャスター、2009年4月3日～2013年3月27日
  - リポーター、2017年10月2日 - 2019年3月29日
- チャント!
  - 木曜日サブキャスター、2021年4月1日～2021年9月30日
  - 水・木曜日キャスター、2021年10月6日～2022年5月5日
  - 木曜日キャスター、2022年5月12日～2023年3月30日
- なるほどプレゼンター!花咲かタイムズ（2020年10月3日 - 2024年9月28日）
  - 天気予報　（土曜）

### ラジオ番組
- 多田しげおの気分爽快!!朝からP・O・N（2007年10月5日〜2015年9月21日） - 金曜→月曜～木曜→月～水曜→月曜・火曜→月曜担当。
- つボイノリオの聞けば聞くほど（2007年6月 - 2010年4月、「DRIVE Partner」月曜担当 → 「DRIVE Partner」金曜担当 → 「小高をユタカにする方法」木曜担当）
- 久野誠のドラゴンズワールド（2008年10月 - 2009年4月、水曜秘書役）
- 日めくり!カレンダーガールズ（2010年8月 - 2010年12月、月曜 - 木曜）
- おなかがグーは、しあわせのグー。（2024年7月1日 - 4日[15]） - 中部ブロック8局ネット

### 他局での出演
- 週刊さんまとマツコ（TBSテレビ）（2025年1月23日SP、1月26日#163）